# Maltais (peuple)
Pour les articles homonymes, voir Maltais (homonymie).
Les Maltais [maltε] sont les citoyens de Malte ainsi que leurs descendants en communautés, dans le monde, à travers les diverses migrations de la population au cours de l'histoire, notamment durant les XIXe et XXe siècles.

## Ethnonymie
En maltais : Maltin, en italien : Maltesi.